# Krisant
Krisant (grč. Χρυσάντας; Chrysantas) je bio perzijski plemić i lik iz Ksenofontove „Kriopedije“ kojeg opisuje kao iznimno inteligentnog ali slabije tjelesne građe. Iskazao se u službi Kira Velikog, kako na bojištu kao vojnik tako i kao Kirov osobni savjetnik. Ksenofont navodi kako ga je prilikom administrativne podjele Kir nagradio imenovanjem na mjesto satrapa Lidije i Jonije, no to se ne podudara s Herodotovim djelima koji na istom položaju spominje Tabala.

## Poveznice
- Kir Veliki
- Tabal

## Vanjske poveznice
- Krisant (Chrysantas), AncientLibrary.com  Arhivirana inačica izvorne stranice od 12. rujna 2011. (Wayback Machine)
- Ksenofont: „Kiropedija“, II., III., IV., V., VI., VII., VIII.